# O, jag vet ett land, där Herren Gud
O, jag vet ett land, där Herren Gud är en psalm diktad av Mathilde Wiel-Öjerholm. Den bearbetades senare av Peter Lundén, som i äldre sångböcker angavs som ensam författare. Psalmen har fyra 4-radiga verser med en 4-radig refrängtext.
Melodin är komponerad av Mathilde Wiel-Öjerholm i 4/4-dels takt i F-dur.

## Publicerad i
- Det glada budskapet 1890 som nr 90 med titeln "Himlen".
- Herde-Rösten 1892 som nr 355 under rubriken "Hemlandssånger".
- Svenska Missionsförbundets sångbok 1894 som nr 513 under rubriken "Hemlandssånger".
- Svensk söndagsskolsångbok 1908 som nr 249 under rubriken "Hemlandssånger".
- Lilla Psalmisten 1909 som nr 244 under rubriken "Hemlandssånger".
- Svenska Missionsförbundets sångbok 1920 som nr 432 under rubriken "Hemlandssånger"
- Segertoner 1930 som nr 449 under rubriken "Hemlandet".[1]
- Sånger och psalmer 1951 som nr 734 under rubriken "Döden och det eviga livet. Längtan till det eviga hemmet".
- Sions Sånger 1951 nr 155.
- Sions Sånger 1981 under rubriken "Längtan till hemlandet", som nr 236.